# Mickey Devine

Wandbild zum Gedenken an Mickey Devine in Creggan(Derry)

Mickey Devine (* 26. Mai 1954 als Michael Devine in Derry; † 20. August 1981 im „Maze Prison“ bei Lisburn) war ein Mitglied der INLA und Hungerstreikender.
Mickey Devine wurde im Springtown Camp etwas außerhalb der Stadt Derry in der Grafschaft Derry geboren. Seine Eltern starben bereits sehr früh, woraufhin seine ältere Schwester Margaret und ihr Mann die weitere Erziehung übernahmen. 
Während der Proteste durch die Bürgerrechtsbewegung in den 1960ern wurde er wie viele seiner Landsleute Opfer polizeilicher Willkür und Brutalität und musste mehrere Male ärztlich behandelt werden. 
Anfang der 1970er Jahre schloss er sich der Irish Labour Party und den Young Socialists an. Daraufhin folgten eine Reihe von Aktivitäten in verschiedenen paramilitärischen Verbänden, welche im Mitaufbau der INLA Mitte der 1970er mündeten. 
1976 wurde Mickey Devine zusammen mit Desmond Walmsley und John Cassidy nach einem Überfall zur Beschaffung von Waffen in der Grafschaft Donegal verhaftet und zu einer zwölfjährigen Gefängnisstrafe verurteilt. 
Am 21. Juni 1981 schloss er sich während seiner Inhaftierung dem Hungerstreik rund um Bobby Sands an, in dessen Folge er nach 60 Tagen starb.
| Personendaten    | Personendaten                                         |
| ---------------- | ----------------------------------------------------- |
| NAME             | Devine, Mickey                                        |
| ALTERNATIVNAMEN  | Devine, Michael                                       |
| KURZBESCHREIBUNG | nordirischer Widerstandskämpfer und Hungerstreikender |
| GEBURTSDATUM     | 26. Mai 1954                                          |
| GEBURTSORT       | Derry                                                 |
| STERBEDATUM      | 20. August 1981                                       |
| STERBEORT        | bei Lisburn                                           |